# Manuel Moreno Barranco
Manuel Moreno Barranco (Jerez de la Frontera, 24 de abril de 1932-22 de febrero de 1963) fue un escritor español. Cultivó el cuento y la novela dejando una amplia producción que fue interrumpida por su muerte violenta, en oscuras circunstancias, a los 30 años de edad, en la cárcel de Jerez, en el año 1963. La versión oficial fue que se había suicidado pero un grupo de intelectuales encabezados por José Manuel Caballero Bonald enviaron una carta al ministro de Información y Turismo Manuel Fraga en la que relacionaban la muerte de Moreno Barranco con el reciente caso Grimau; la respuesta de Fraga fue furibunda y sin pretenderlo sembró más dudas de las que pretendió despejar.

## Vida
“La verdad es como es,
y sigue siendo verdad,
aunque se vuelva al revés.”
(copla popular)

### Jerez de la Frontera
Manuel Moreno Barranco nació el 24 de abril de 1932, en la calle Guarnidos, 5, de Jerez de la Frontera. Su padre se llamaba Manuel y su madre María Luisa. En agosto de 1936, perseguido por los falangistas, huye el padre hacia la zona republicana: días después, llegaron noticias de que un grupo de republicanos que se dirigía a Málaga había sido abatido en la Serranía de Ronda y que, entre ellos, estaba su padre. Quedó, pues, huérfano de padre a muy joven edad. Tras la Guerra Civil la familia se muda a El Pelirón. Realizó estudios de Comercio y entró a trabajar con 16 años en el Banco de Jerez. Se apasiona con las novelas de aventuras, y colecciona entonces las novelas de El Coyote, Emilio Salgari, etc. En 1950 sufre una enfermedad tuberculosa que le obliga a estar dado de baja más de un año. En esta larga temporada de reposo lee mucho y comienza a escribir sus primeros esbozos literarios, mientras su horizonte lector se amplía: lee todos los clásicos que andaban por su casa, en la vieja biblioteca del abuelo: Cervantes, Goethe, Poe, Galdós, etc., y empieza a comprar obras que van denotando la adquisición de un refinamiento literario: entre sus libros de entonces están las antologías de Rainer María Rilke, Jakob Wassermann, Paul Verlaine, etc. Manuel Moreno escribe en estos años varios cuentos y una novela corta, que envía a la Editorial Aguilar en 1955, publicándose bajo el título conjunto de "Revelaciones de un náufrago" en 1957.

### Madrid
En octubre de 1956, espoleado por la próxima publicación de su libro, solicita vacaciones en el Banco de Jerez y marcha a Madrid, a la búsqueda de un nuevo empleo en la capital que le permita el desarrollo de su carrera literaria, alejándose así de la asfixia cultural jerezana. Consigue entrar a trabajar en el Banco Popular Español. Su vida entonces es muy sencilla, como él mismo comenta en una carta: "Llevo una vida muy sencilla. Sigo con mi régimen anterior. Salgo del banco y escribo hasta la hora de cenar" Paralelamente, su horizonte lector se va ampliando con las últimas novedades de la novelística española del momento. Así, por estos años aparecen en su biblioteca los últimos títulos de Camilo José Cela, Armando López Salinas, Rafael Sánchez Ferlosio o Carmen Martín Gaite, etc., acercándose igualmente a otros grandes autores clásicos y contemporáneos: Marcel Proust, Thomas Mann, etc. En Madrid comienza la escritura de su novela "Arcadia Feliz", y continúa escribiendo cuentos. En 1957 se publica su obra Revelaciones de un náufrago, en Editorial Aguilar, mereciendo elogios de distintos medios críticos.

### Londres y París

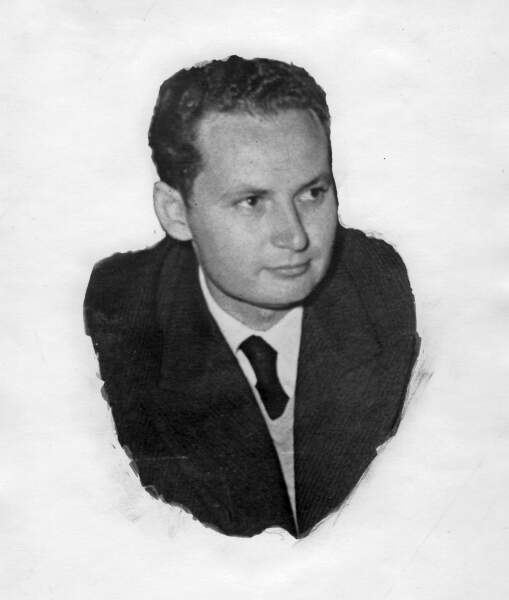
Retrato de Manuel Moreno Barranco hacia 1960.

En febrero de 1959 solicita excedencia de un año en el Banco, y marcha a Londres, donde trabaja seis meses como redactor agregado en la Embajada de Venezuela. En septiembre viaja por Suiza e Italia y en octubre, finalmente, arriba a París. Entra a trabajar en el Banco Francés de la Agricultura, y traba amistad con exiliados españoles. Termina la redacción de su novela Arcadia feliz y Juan Goytisolo recomienda la edición de su novela en México. En estos años en París, de 1959 a 1962, amplía de nuevo su horizonte lector, conociendo en estos años las obras de Claude Lévi-Strauss, Robert Escarpit, Michel Foucault, etc. Inicia su segunda novela, que dejó inacabada, Bancarios, pero su gran preocupación en ese momento era publicar la primera.
Tras múltiples gestiones, no logra publicar la novela en México, donde incluso salió anunciada. En estos años de París mantiene una relación con Suzanne Lacoste, con quien hizo planes de matrimonio. En octubre de 1962, toma unas vacaciones de 15 días que pasa en Barcelona.

### Barcelona
En esos días de vacaciones en Barcelona, unos amigos le hablan de la posibilidad de realizar un cursillo de prácticas de seis meses en la Editorial Barral. Entusiasmado con la propuesta, decide escribir al Banco Francés de la Agricultura, despidiéndose, y se instala en Molins de Rei. Durante dos meses, intenta en vano realizar esas prácticas en la Editorial Barral. Desengañado, tras sus reuniones con Carlos Barral, y sin dinero, vuelve a Jerez el 24 de noviembre de 1962.

### Jerez, detención y muerte en la cárcel
Pasa las navidades en la casa familiar, y retoma el contacto con los viejos amigos de Jerez. 
"Desde que llegó a Jerez nos veíamos con frecuencia y hablamos mucho, se notaba en las conversaciones que era comunista, no lo decía pero tampoco lo negaba. No se podía dar un cuarto al pregonero en aquel tiempo. Por aquellos días Grimau estaba detenido y medio muerto desde que lo arrojaron por una ventana de la Dirección General de Seguridad para después al poco tiempo fusilarlo. Los servicios de información del régimen estaban enterados de esa afiliación y desde que pasó la frontera lo pusieron en vigilancia." Testimonio público de sus amigos  
El 27 de enero de 1963, la policía registra la casa familiar de Jerez -donde residía- en busca de "una emisora clandestina". No encuentran nada y se marchan. Preocupado por la vigilancia a la que está siendo sometido, deja su máquina de escribir y sus últimos escritos, que podían resultar comprometedores, en casa de un amigo. 
"Empezó a escribir folletos políticos que distribuía cuidadosamente. Uno de estos escritos cayó en manos de la policía. Se da cuenta de la persecución y la única cosa que él pensó que le serviría para probar que el autor era él sería la máquina de escribir. La máquina y unos escritos comprometedores me los trajo a casa para esconderlos. A finales de enero registraron su casa y no encontraron nada pero tenían que probar que el panfleto era de Manolo. Yo me casaba en muy pocos días, por lo visto todos sus amigos estábamos sometidos a vigilancia. Javier Bellido, amigo común, se llevó los escritos y los escondió en las bóvedas de la iglesia San Dionisio, su hermano Luis era el cura, aquí se quedó la máquina de escribir." Se pierden así aquellos escritos últimos que fueron a parar a un escondite en las bóvedas de la Iglesia" (derruidas pocos años después, cuando se quitaron estas bóvedas originales del año 1730 para dejar al descubierto la techumbre original del siglo XV).
El día 13 de febrero de 1963, la Brigada Político-Social registra por segunda vez el domicilio familiar y se llevan detenido a Manuel Moreno. Pasa tres días en la Comisaría y es ingresado en la Cárcel de Jerez. No hay noticia de mandato judicial, ni de acusación formal que se le impute. La familia recurre a abogados que rechazan defenderlo, aduciendo "problemas de competencia jurisdiccional". Durante estos días detenido, la policía visita varias veces a la madre de Manuel Moreno, amenazándola Al décimo día de su detención, en la absoluta indefensión, sin abogado, sin conocer la familia aún acusación alguna, avisan a la hermana: a las 8 de la mañana "se ha tirado del barandal de la cárcel", quedando malherido, ingresando en el Hospital de Santa Isabel donde muere a las 17:00 horas del mismo día. 
El diario local "Ayer" recoge al día siguiente la nota de que Manuel Moreno se ha caído de un barandal, sin informar que estaba preso en la cárcel, y se difunde la misma versión oficial que tres meses antes ofreciera el Gobierno franquista sobre Julián Grimau: intento de suicidio. El entonces Ministro de Información y Turismo Manuel Fraga Iribarne ofrece esta versión, en carta a José Manuel Caballero Bonald, firmante de un manifiesto que solicitaba aclarar los hechos: "cuando el celador abrió normalmente la celda que ocupaba el señor Moreno Barranco, a las ocho de la mañana del día 22 de febrero, el detenido se arrojó de cabeza por encima de la barandilla del corredor sito delante de su celda y cayó al patio fracturándose la base del cráneo"
El resto de presos no vio nada: informaron que a esa hora aún no habían salido de sus celdas. El único testigo era el policía que dirigía los interrogatorios, quien años después comunicaría a un amigo de Manuel que su presencia entonces se debía a la intención de informarle su traslado a Madrid. El caso presenta muchas similitudes con la defenestración de Julián Grimau, así como con las cuatro defenestraciones policiales con resultado de muerte de las que se tiene noticia entre 1963 y 1969, ninguna de las cuales fue admitida por las autoridades. La policía impide a la madre la visita al hijo agonizante Manuel Moreno falleció a las pocas horas, por "hemorragia cerebral". La policía custodia el entierro, al cual sus propios amigos rehúsan acudir por temor a verse implicados.

### Ecos de su muerte en el mundo

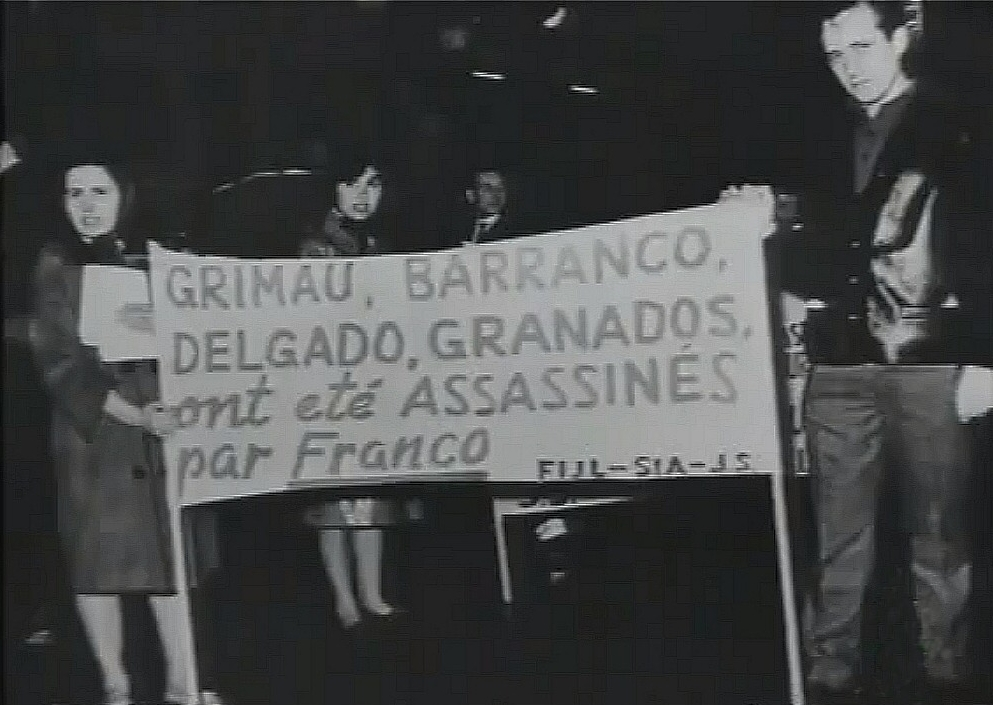
Protesta en París en 1963 contra los asesinatos de Julián Grimau, Manuel Moreno Barranco, Francisco Granados Gata y Joaquín Delgado Martínez.

Hubo numerosos ecos sobre las muy oscuras circunstancias que rodearon su muerte violenta, en diversas partes del mundo, tanto en medios clandestinos del interior de España como del exilio, escritos y radiofónicos. Se formó en Francia el comité "Unión de escritores por la verdad" para esclarecer los hechos, medios de comunicación importantes de Francia, Inglaterra, México y EE. UU. reseñaron el acontecimiento y solicitaron una investigación. En Chile se hace eco Pablo Neruda. Su caso es citado en libros y anuarios universitarios, etc. del mundo anglosajón, francés y español del exilio.
Esta atención internacional no sirvió para que el régimen franquista indagara sobre el caso, con lo que este queda, junto con otros semejantes, sin investigación formal hasta nuestros días.

### Cuentos
- Encrucijada (1955)(publicado en "Revelaciones de un náufrago,Editorial Aguilar, Madrid,1957)
- Amanecer (1955)(publicado en "Revelaciones de un náufrago,Editorial Aguilar, Madrid,1957)
- Sin cuartel (1955)(publicado en "Revelaciones de un náufrago,Editorial Aguilar, Madrid,1957)
- Un marido viejo (1955)(publicado en "Revelaciones de un náufrago,Editorial Aguilar, Madrid,1957)
- El engaño (1955)(publicado en "Revelaciones de un náufrago,Editorial Aguilar, Madrid,1957)
- La muerta (1956) (inédito)
- ¡Late, late,corazón de desierto! (1956) (inédito)
- La fuerza del muerto (1958) (inédito)
- El cuarto de baño (1958) (inédito)
- [El miedo] (1958) (inédito)
- [Carta a un amigo] (1958) (inédito)
- Paraíso negro (1958) (inédito)
- La navegación de Julián (1958) (inédito)
- Una dama de provincias(1958) (inédito)
- En la marisma (1958) (inédito)
- Un empleado de banca (1958) (inédito)
- El constructor de jaulas (1958) (inédito)
- El viejo y Jehová (1959) (inédito)
- El señor Coronel (1959) (inédito)

### Novelas cortas
- Retratos y Paisajes de Carmelo Vargas  (1955), publicado en "Revelaciones de un náufrago", Editorial Aguilar, Madrid, 1957
- La llamada (1956)(inédita)

### Novelas
- Arcadia Feliz (1960), edición digital- Editorial Torre de Viento, 2013.

- Bancarios (1961) (novela inacabada)

### Diario
- Diario de viaje a las minas de Riotinto (1961) (inédito)